# Альфред Бахманн
Альфред Бахманн (31 березня 1945) — швейцарський академічний веслувальник.
Срібний призер Олімпійських Ігор 1972 року в складі розпашної двійки без стернового.